# Кручишоара
Кручишоара (рум. Crucișoara) — село у повіті Арджеш в Румунії. Входить до складу комуни Коку.
Село розташоване на відстані 121 км на захід від Бухареста, 16 км на захід від Пітешть, 87 км на північний схід від Крайови, 118 км на південний захід від Брашова.

## Населення
За даними перепису населення 2002 року у селі проживали 308 осіб, усі — румуни. Усі жителі села рідною мовою назвали румунську.